# Stazione di Aarau
La stazione di Aarau è la principale stazione ferroviaria a servizio dell'omonima città svizzera. È gestita dalle Ferrovie Federali Svizzere.